# Taku Village
Taku Village är en ort i Kiribati.   Den ligger i örådet Tabiteuea och ögruppen Gilbertöarna, i den sydöstra delen av landet, 400 km sydost om huvudstaden Tarawa. Taku Village ligger 2 meter över havet och antalet invånare är 158. Den ligger på ön Umaia Ataei.
Terrängen runt Taku Village är mycket platt.  Närmaste större samhälle är Buariki Village, 5,1 km norr om Taku Village. 